# طب زائف
الطب الزائف يقصد به الممارسات الطبية التي تدّعي أنها فعّالة لتشخيص أو لعلاج حالةٍ طبيةٍ محددةٍ لكنها تفتقر لدليلٍ علميٍ أو أُثبت علميًا عدم فعاليتها.
يختلف الطب الزائف عن الطب التجريبي والذي لم يتم إثباته بعد في أن الطب التجريبي يعد تحت البحث والتأكد وإثبات أو نفي فعاليته، بينما الطب الزائف يجزم بفعاليته دون إثباتٍ واضحٍ.

## علم الاجتماع
قال المجلس الوطني لمكافحة الاحتيال على الصحة أن وجود الطب الزائف وانتشاره يعود لقوى السوق، فمن جانبٍ، هناك رغبةٌ لإحداث تغييراتٍ سريعةٍ بالمقارنة مع التدخلات الطبية، وأيضًا قد يستغل بعض رجال الأعمال ويقومون بتسويق هذه الأفكار لغرض تحقيق الربح والثروة.